# Pieds humains dans la mer des Salish
Depuis le 20 août 2007, plusieurs pieds humains, le plus souvent dans des chaussures de sport, ont été découverts sur les côtes de la mer des Salish, en Colombie-Britannique, au Canada, et dans l'État de Washington, aux États-Unis. Seuls les restes de cinq individus ont été identifiés. L'origine de ces restes n'a pas été clairement établie, il peut s'agir de meurtres, de suicides, d'accidents. Certaines découvertes se sont également révélées être des canulars.

## Découvertes
Entre le 20 août 2007 et le 23 juillet 2023, 19 pieds ont été retrouvés dans la province canadienne de Colombie-Britannique et quatre dans l'État de Washington.
| #  | Date                 | Lieu | Description | Détails | Victime                               | Cause du décès    |
| -- | -------------------- | --- | --- | --- | ------------------------------------- | ----------------- |
| 1  | 20 août 2007         | île Jedediah (en), près de l'île Lasqueti, Colombie-Britannique, Canada 49° 29′ 55″ N, 124° 12′ 15″ O                                | Pied droit masculin, dans une chaussette et dans une chaussure de sport noire et blanche, de marque Adidas et de type Campus, pointure 12. Ce type de chaussure était fabriqué en 2003 et surtout vendu en Inde.                                                                                   | Découvert le 20 août 2007 sur l'île Jedediah par une jeune fille de 12 ans visitant l'île avec son père.                                                                                 |                                       |                   |
| 2  | 26 août 2007         | Île Gabriola, Colombie-Britannique, Canada 49° 09′ 00″ N, 123° 43′ 59″ O                                                             | Pied droit masculin, dans une chaussure de sport blanche d'un type produit en 2003, de marque Reebok, pointure 12. | Découvert par un couple lors d'une randonnée. |                                       |                   |
| 3  | 8 février 2008       | Île Valdes, Colombie-Britannique, Canada 49° 05′ 00″ N, 123° 40′ 00″ O                                                               | Pied droit masculin dans une chaussure de sport blanche et bleue, de marque Nike, pointure 11. Ce type de chaussure était fabriqué entre février et juin 2003 et surtout distribué aux USA et au Canada.                                                                                           | Découvert par deux travailleurs forestiers. Il est plus tard établi que le pied appartient au même individu que celui retrouvé le 16 juin 2008.                                          | identifiée mais identité non dévoilée | Suicide           |
| 4  | 22 mai 2008          | île Kirkland (en), sur le delta du fleuve Fraser entre Richmond et Delta, Colombie-Britannique, Canada 49° 06′ 39″ N, 123° 05′ 44″ O | Pied droit féminin dans une chaussure de sport bleue et blanche de marque New Balance, pointure 7. La production de ce modèle a débuté en 1999. | Découvert par un couple lors d'une balade. Finalement identifié en 2011 comme appartenant à une femme qui s'est suicidée en avril 2004 en sautant du pont de Pattullo à New Westminster. | identifiée mais identité non dévoilée | Suicide           |
| 5  | 16 juin 2008         | île Westham (en) Colombie-Britannique, Canada 49° 05′ 00″ N, 123° 09′ 00″ O                                                          | Pied gauche masculin. Les analyses ADN ont montré qu'il appartient au même individu que le pied trouvé le 8 février 2008,. | Retrouvé flottant par deux randonneurs. | identifiée mais identité non dévoilée | Suicide           |
| 6  | 1er août 2008        | Près de Pysht (en) état de Washington, États-Unis 48° 11′ 00″ N, 124° 07′ 00″ O                                                      | Pied droit masculin dans une chaussure de sport noire, de marque Nike, pointure 11. | Retrouvé par une campeuse, sur la plage, près de Pysht, la chaussure était recouverte d'algues.                                                                                          |                                       |                   |
| 7  | 11 novembre 2008     | Richmond, Colombie-Britannique, Canada 49° 06′ 29″ N, 123° 07′ 55″ O                                                                 | Pied gauche féminin dans une chaussure de sport bleue et blanche de marque New Balance, pointure 7. L'analyse ADN prouve que le pied appartient à la même femme que le pied droit retrouvé le 22 mai 2008.                                                                                         | Chaussure a été découverte flottant dans le fleuve Fraser, par une femme se promenant avec son chien.                                                                                    | identifiée mais identité non dévoilée | Suicide           |
| 8  | 27 octobre 2009      | Richmond, Colombie-Britannique, Canada 49° 10′ 00″ N, 123° 08′ 00″ O                                                                 | Pied droit masculin dans une chaussure de sport blanche Nike, pointure 8½. | Trouvé par deux hommes se baladant sur la plage. |                                       |                   |
| 9  | 26 août 2010         | île Whidbey, état de Washington, États-Unis 48° 05′ 00″ N, 122° 34′ 00″ O                                                            | Pied droit d'enfant ou de femme retrouvé seul, sans chaussette ni chaussure. Le pied était très dégradé et avait passé au moins 2 mois dans l'eau, il n'y avait plus de peau, seulement des muscles et des tendons,.                                                                               | Trouvé par une personne se baladant sur la plage. |                                       |                   |
| 10 | 5 décembre 2010      | Tacoma, état de Washington, États-Unis 47° 17′ 10″ N, 122° 26′ 28″ O                                                                 | Pied droit d'enfant ou de jeune adulte dans une chaussure de randonnée de type Ozark Trail, pointure 6. Ce type de chaussure a été vendu par les magasins Walmart entre 2004 et 2005. | Trouvé flottant par un randonneur. |                                       |                   |
| 11 | 30 août 2011         | False Creek, Colombie-Britannique, Canada 49° 16′ 30″ N, 123° 06′ 36″ O                                                              | Pied (genre et coté non signalé), dans une chaussure de sport blanche avec une rayure bleue, pointure 8,. | |                                       |                   |
| 12 | 4 novembre 2011      | lac Sasamat (en), Colombie-Britannique, Canada 49° 19′ 23″ N, 122° 53′ 20″ O                                                         | Pied droit humain dans une chaussure de randonnée pointure 12. Le pied est identifié comme appartenant à Stefan Zahorujko, un homme disparu en 1987 dans le lac au cours d'une partie de pêche. | Trouvé par un jeune campeur. À noter que, même s'il est cité comme appartenant à la même série, ce pied est retrouvé dans un lac d'eau douce et non dans la mer des Salish.              | Stefan Zahorujko                      | Accident de pêche |
| 13 | 6 mai 2014           | Près du quai 86, Seattle, état de Washington 47° 37′ 34″ N, 122° 22′ 23″ O                                                           | Pied masculin gauche dans une chaussure de sport blanche avec une rayure bleue, de marque New Balance, pointure 10½. Le modèle, 622 athletic, est vendu depuis avril 2008,. | Trouvé par des volontaires nettoyant le site. |                                       |                   |
| 14 | 7 et 11 février 2016 | Botanical Beach, Ile de Vancouver 48° 31′ 52″ N, 124° 25′ 19″ O                                                                      | Un premier pied découvert le 7 février, puis un second appartenant à la même personne le 11 février,. | Le premier pied a été trouvé par un randonneur. Après la découverte du second, le médecin légiste confirme que les deux pieds appartenaient à la même personne.                          |                                       |                   |
| 15 | 8 décembre 2017      | Jordan River, Ile de Vancouver 48° 25′ 14″ N, 124° 02′ 41″ O                                                                         | Reste d'une jambe gauche avec un pied dans une chaussette blanche et une chaussure de sport noire,. | Retrouvé par un promeneur sur une plage près du hameau de Jordan River. |                                       |                   |
| 16 | 6 mai 2018           | Île Gabriola 49° 08′ N, 123° 48′ O                                                                                                   | Reste d'un pied dans une chaussure de randonnée,. | Retrouvé par un promeneur sur une plage près de South road. |                                       |                   |
| 17 | 1er janvier 2019     | Île Jetty 48° 00′ 37″ N, 122° 13′ 38″ O                                                                                              | Reste d'un pied dans une chaussure, fut ensuite reconnu par son ADN comme appartenant à Antonio Neill, disparu depuis le 12 décembre 2016,. | | Antonio Neill                         |                   |
| 18 | 21 novembre 2021     | Locust Beach, Bellingham, Washington, États-Unis                                                                                     | Une botte de travail Brahma taille 7 a été retrouvée échouée sur Locust Beach, juste à l'ouest des limites de la ville de Bellingham. À l’intérieur de la botte se trouvait une chaussette tubulaire contenant les os d’un pied droit. Il a été déterminé que ces restes appartenaient à un homme. | |                                       |                   |
| 19 | 23 juillet 2023      | Gonzales Beach, Victoria, Colombie-Britannique, Canada                                                                               | Pied humain trouvé dans une chaussure. | |                                       |                   |

### Canulars
- Un « pied » retrouvé le 18 juin 2008 à Tyee Spit, près de Campbell River s'est révélé être un canular. Les os d'une patte d'animal avait été insérés dans un vieille chaussure de sport noire de marque Adidas remplie avec des algues[31].

- Deux autres chaussures remplies de viande animale ont été retrouvées à Oak Bay en septembre 2011[32].

## Identifications

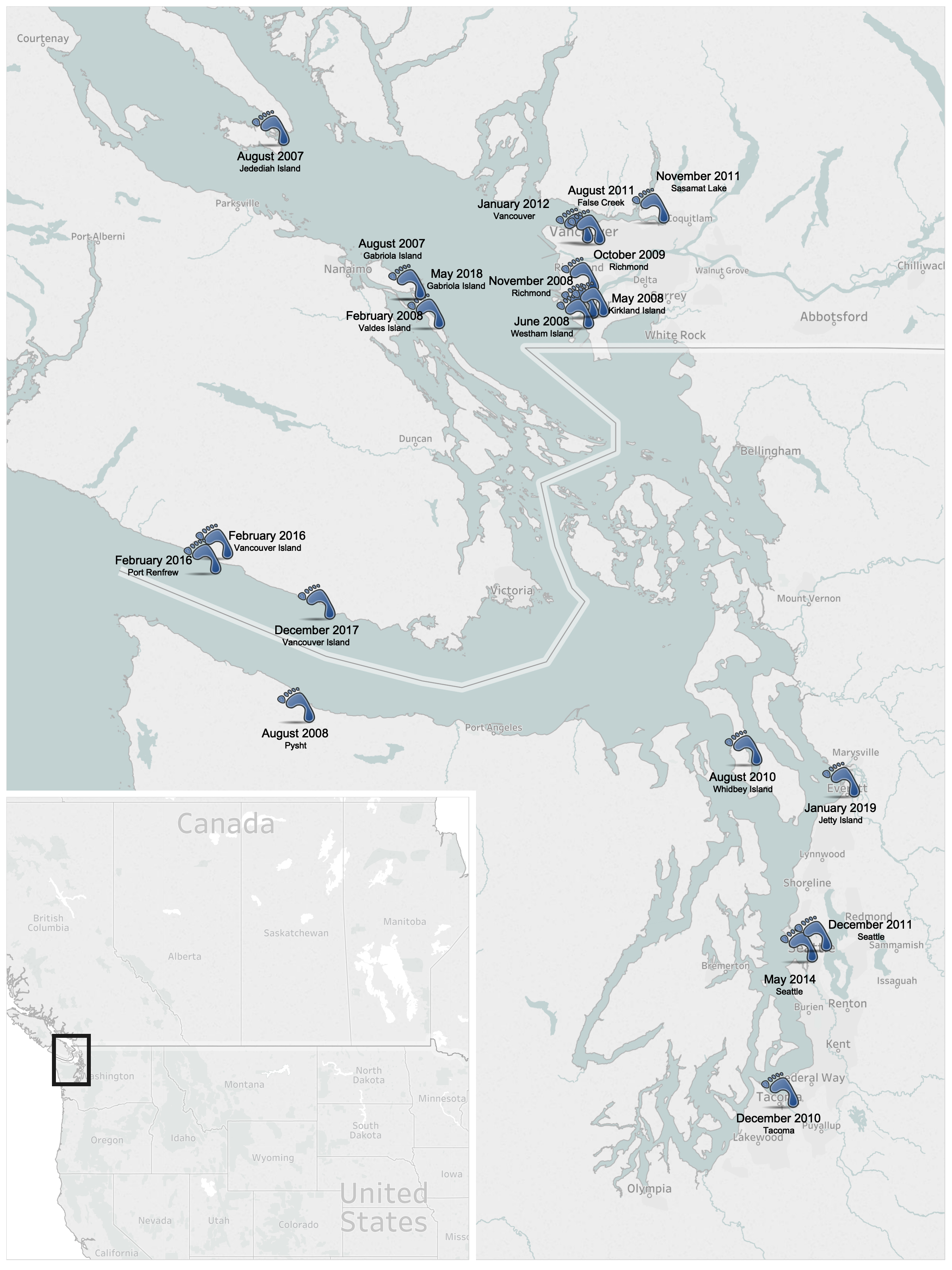
Localisation des découvertes de pieds humains entre août 2007 et mai 2019

- En juillet 2008, la police a annoncé avoir identifié un des trois premiers pieds comme appartenant à un homme dépressif qui s'est suicidé[7]. Son nom n'a pas été divulgué à la demande de sa famille.
- Les pieds féminins découverts les 22 mai et 11 novembre 2008 ont été finalement identifiés en 2011 comme appartenant à une femme qui s'est suicidée en avril 2004 en sautant du pont de Pattullo à New Westminster[5].
- Le pied retrouvé le 4 novembre 2011 est identifié en 2012 comme appartenant à Stefan Zahorujko, un homme disparu en 1987 dans le lac au cours d'une partie de pêche[16].
- La police a déclaré avoir identifié un pied retrouvé le 1er janvier 2019 comme appartenant à Antonio Neill, disparu depuis le 12 décembre 2016[27],[28].

Dans plusieurs cas, en raison de la dégradation des tissus, aucun test ADN n'a pu être effectué.

## Conservations des pieds
Dans la totalité des cas, aucun signe de démembrement volontaire n'a été mis en évidence. Le pied s'est détaché de la jambe grâce à un processus naturel de décomposition et de séparation dans la zone de faiblesse que constitue la cheville,,. Les chaussures de sport ont apparemment constitué une enveloppe protectrice et flottante, ce qui a permis la récupération des restes humains. La graisse des tissus en décomposition dans l'eau salée peut subir une saponification en une substance appelée adipocire qui peut ralentir la dégradation mais aussi rendre impossible une analyse ADN des tissus. Le pied dans sa chaussure peut ainsi flotter pendant des années.

## Explications proposées
Malgré quelques identifications, la série de ces restes humains reste cependant exceptionnelle, et de nombreuses théories ont été avancées en particulier celle d'une catastrophe aérienne ou maritime, notamment le crash d'un avion sur l'île Quadra en 2005 dont les 4 occupants n'avaient pas été retrouvés. Après analyse, cette dernière piste a finalement été abandonnée.
Déterminer l'origine des corps est rendu difficile car les chaussures peuvent flotter dans l'océan sur de très longues distances et les courants du détroit de Géorgie se révèlent imprévisibles.
Il a été proposé que les pieds proviennent de victimes du tsunami de 2004 car lors des premières découvertes, les chaussures étaient le plus souvent datées d'avant 2004. Cette théorie est moins probable depuis que certains pieds ont été identifiées comme des victimes locales.
Des rumeurs sans fondement ont fait état de tueur en série, ou de trafiquants d'humains . Aucune origine criminelle n'a pour l'instant été retrouvée.
Une explication à la multiplication des découvertes pourrait aussi provenir de la modification des chaussures de sport depuis les années 1990, rendues plus flottantes par l'augmentation des substances en mousses ou en caoutchouc. La médiatisation des affaires aurait aussi pu rendre le public plus curieux lors de la découverte de vieilles chaussures de sport[réf. nécessaire].

## Couverture médiatique
La découverte des pieds a soulevé l'attention du public local à partir de la 3e découverte, puis du public international après la découverte du 5e pied à la cause de la fascination morbide du public et du mystère qui entoure la répétition de ces découvertes dans un espace limité. En France, les premiers articles sur le sujet datent de 2008.

## Évocations culturelles
- Jørn Lier Horst, un écrivain policier norvégien, s'est inspiré de ces découvertes dans son roman Lies (titre original : Dregs) publié en 2011.
- Dans un épisode de la saison 6 de la série télévisée Bones intitulé The Feet on the Beach (L’Herbe sous le pied en français), plusieurs pieds sont retrouvés sur des plages de la frontière américano-canadienne.